# O- und P-Klasse
Die O- und P-Klasse war eine Zerstörerklasse der britischen Royal Navy. Die Zerstörer wurden 1939 aus Anlass des ausgebrochenen Krieges bestellt. In Großbritannien wurden sie daher auch die „1st and 2nd Emergency Flotilla“ genannt. Als erstes Schiff wurde am 5. Juli 1941 die Oribi in Dienst gestellt. Fünfzehn weitere Schiffe folgten bis zum 30. Oktober 1942. Während des Weltkriegs wurden sie vorrangig im Geleitschutzdienst verwendet. Fünf der Schiffe gingen im Zweiten Weltkrieg verloren.
Nach dem Krieg wurde ein Schiff der Türkei und drei Schiffe wurden Pakistan zur Verfügung gestellt. In den 1950er-Jahren wurden fünf der Zerstörer noch zu schnellen U-Boot-Abwehr-Fregatten umgebaut, darunter zwei der pakistanischen Schiffe. Als letztes Schiff der Klasse wurde 1980 die pakistanische Tippu Sultan (ex Onslow) verschrottet. Das letzte Schiff im Dienst der Royal Navy war die Petard, die 1967 abgewrackt wurde.

## Baugeschichte
Vier Werften erhielten Aufträge für je zwei Schiffe der neuen O-Klasse, die ersten Zerstörer des Kriegsbauprogramms (War Emergency Programme) unmittelbar nach Kriegsausbruch. Die Schiffe waren im Rumpf und Antriebsauslegung eine Weiterentwicklung der J-Klasse, deren erste Schiffe unmittelbar vor Kriegsbeginn zur Royal Navy gekommen waren. Der Rumpf war weitgehend neu und über 3 m kürzer. Das Vorschiff war verändert worden, um das Verhalten bei stärkerem Seegang zu verbessern. Die Antriebsanlage wurde nahezu identisch übernommen.
Sechs Wochen später wurden acht weitere Zerstörer als P-Klasse bestellt. Die ursprünglich als identische Schiffe mit jeweils einem leicht modifizierten Flottillenführungschiff bestellten Schiffe wurden schließlich in drei verschiedenen Versionen gebaut. Vier Schiffe der O-Klasse und alle Schiffe der P-Klasse erhielten statt der ursprünglich vorgesehenen Hauptbewaffnung mit 12-cm-Kanonen (wie bei den Flottenzerstörern von der A- bis I-Klasse) auch zur Flugzeugabwehr geeignete 102-mm-Geschütze. Dazu tauschten ein bei Fairfield und ein bei John Brown in Bau befindliches Schiff des zweiten Auftrags ihre Namen mit zwei bei Hawthorn, Leslie & Company in Auftrag gegebenen Schiffen des ersten Auftrags, die als Schiffe der P-Klasse fertiggestellt wurden. Die bei Denny Brothers und Thornycroft bestellten Schiffe der O-Klasse erhielten ebenfalls die veränderte Hauptbewaffnung und konnten außerdem zu Minenlegern umgerüstet werden.

### Die O-Klasse
Die O-Klasse bildeten zwei Gruppen von je vier Schiffen.

#### Die Schiffe mit 12-cm-Kanonen
Nur die ersten Schiffe von Fairfield, Oribi und Offa, und die als Pathfinder dort begonnene Onslaught sowie Onslow (ex Pakenham) von John Brown erhielten die ursprünglich vorgesehene Hauptbewaffnung mit 120-mm-Mk.IX-Kanonen. Diese Geschütze konnten nur bis zu 40° erhöht werden und waren daher nur sehr eingeschränkt zur Flugzeugabwehr verwendbar. Daher erhielten diese Schiffe zur Flugzeugabwehr noch ein 102-mm-Mk.V-Geschütz anstelle des hinteren Torpedorohrsatzes. Dazu verfügten die Schiffe, wie alle Schiffe der O- und P-Klasse, über einen 2-Pfünder-„Pom-Pom“-Vierling und sollten auch noch zwei Vierfach-Vickers 0.5 Fla-MGs erhalten. Es hatte sich aber schon gezeigt, dass Maschinengewehre gegenüber modernen Flugzeuge kaum wirksam waren. Wo möglich, wurden sie durch 20-mm-Oerlikon-Maschinenkanonen ersetzt, von denen bis zu sechs installiert wurden. Mit den Fla-MGs wurden wohl nur Oribi und Offa fertiggestellt.
Oribi, Offa und Onslow waren die drei ersten Schiffe der Klasse, die in den Dienst kamen. Ihre erste Bewährungsprobe war der Einsatz im Kommandounternehmen „Archery“ Ende Dezember 1941 gegen Vågsøy. Erstmals war auch eine norwegische Einheit an dem Unternehmen beteiligt. Nach der Operation Claymore gegen die Lofoten im März 1941, war es das zweite Kommandounternehmen der Alliierten gegen einen Ort an der norwegischen Küste. Gleichzeitig wurde mit der Operation Anklet noch ein Ablenkungsmanöver erneut gegen die Lofoten durchgeführt.
Die Schiffe bildeten ab Anfang 1942 die 17th destroyer flotilla („17. Zerstörerflottille“) bei der Home Fleet. Die als elftes Schiff der O- und P-Klasse fertiggestellte Onslaught kam im Juni 1942 auch zu dieser Flottille.

#### Die Minenleger der O-Klasse

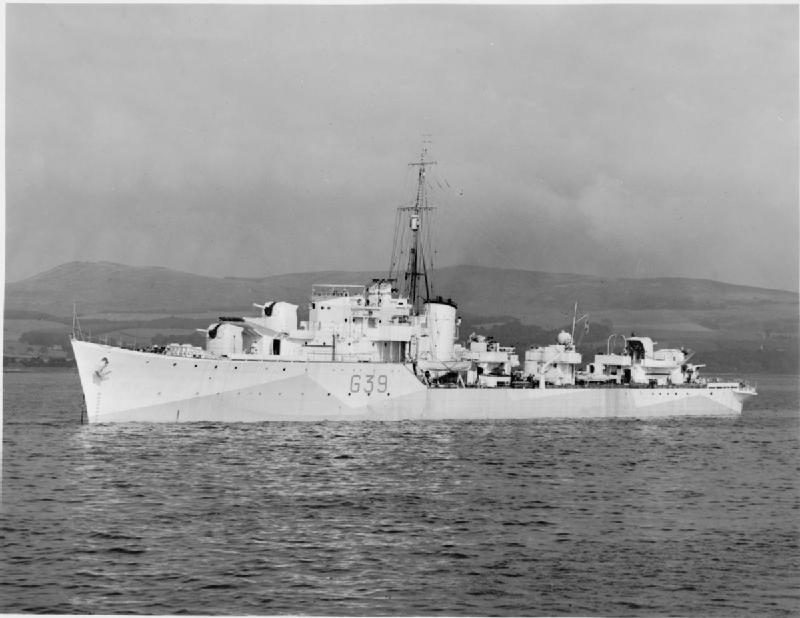
Die Obdurate

Die zweite Gruppe der O-Klasse wurde nach einer Entscheidung vom März 1941 mit der Fähigkeit zum Minenlegen ausgerüstet. Dazu erhielten sie ein verändertes Heck, über das bei einem Mineneinsatz die an Deck auf Schienen abgestellten 60 Minen abgeworfen werden sollten. Allerdings mussten die Schiffe bei einem derartigen Einsatz ihre Wasserbombenausrüstung, einen Torpedorohrsatz und das Heckgeschütz an Land lassen. Die Schiffe dieser Gruppe erhielten als Hauptartillerie vier 102-mm-Mk.V-Geschütze in für die Klasse neu entwickelten Schutzschilden, wie sie die zwischenzeitlich fertiggestellten Schiffe der P-Klasse schon erhalten hatten. Die übrige Bewaffnung entsprach den anderen Schiffen der O- und P-Klasse; allerdings führten die Schiffe der zweiten Gruppe immer zwei Torpedorohrsätze.
Opportune, Obdurate, Orwell und Obedient kamen zwischen August und Oktober 1942 in den Dienst der Home Fleet.

#### Weitere Einsätze
Die Schiffe der O-Klasse wurden vorrangig im Nordmeer eingesetzt. Am 31. Dezember 1942 gelang die Verteidigung des Geleitzugs JW 51B, der von den deutschen Schweren Kreuzern Admiral Hipper und Lützow sowie sechs Zerstörern angegriffen wurde. Der Kommandant der Onslow und der Geleitzugsicherung, Captain Sherbrooke, entschloss sich zu einem Gegenangriff mit Obedient, Obdurate und Orwell, woraus sich die Schlacht in der Barentssee entwickelte. Obedient und Obdurate erhielten Treffer. Schwer getroffen wurde die Onslow, die neben vielen Verletzten 17 Tote zu beklagen hatte. Der schwerverletzte Kommandant Sherbrooke wurde für seine mutige Führung der Zerstörer, die ein wirkungsvolles Zusammenwirken der Deutschen verhinderte und der britischen Nahsicherung die Zeit gab, in das Gefecht einzugreifen, mit dem Victoria-Kreuz ausgezeichnet.
Im Sommer 1943 wurden die Schiffe im Nordatlantik in der U-Boot-Abwehr eingesetzt, im Sommer 1944 im Kanal und der Biskaya. Im April 1945 kamen die drei noch dienstfähigen Schiffe der zweiten Gruppe als Minenleger zum Einsatz, als sie zusammen mit dem Minenkreuzer Apollo mit Zustimmung der Sowjets Minensperren gegen deutsche U-Boote vor dem Kola-Fjord legten (Operation „Trammel“). Die Obdurate war seit einem schweren Torpedotreffer im Januar 1944 noch nicht wieder einsatzbereit.
Nach dem Kriegsende wurden die Schiffe zur Überwachung der Kapitulationsbedingungen eingesetzt, liefen befreite Häfen an und waren zeitweise in deutschen Häfen als Wachschiffe eingesetzt. Einige begleiteten die heimkehrende norwegische Regierung und am 5. Juni 1945 auch den norwegischen König Haakon VII. nach Oslo. Etliche waren an der Vernichtung der deutschen U-Boote (Operation Deadlight) im Winter 1945 beteiligt. Kein Schiff der O-Klasse ging im Krieg verloren.

### P-Klasse

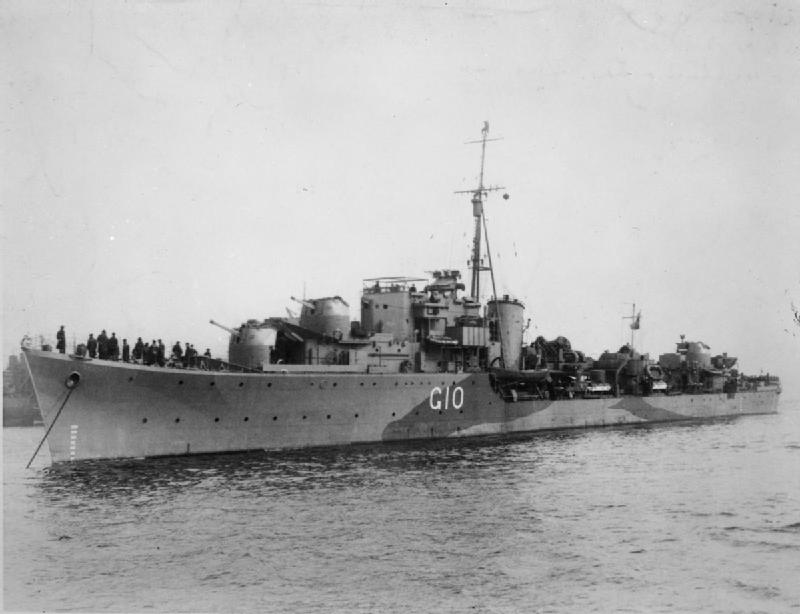
Die Pathfinder

Die Zerstörer der P-Klasse sollten eigentlich denen der O-Klasse entsprechen. Die Zweifel an einer wirkungsvollen Flugzeugabwehr mit den 12-cm-Kanonen führte nach verschiedenen Alternativüberlegungen mit einer Mischbewaffnung oder 102-mm-Zwillingsgeschützen zu einer einheitlichen Bewaffnung mit fünf zur Luftabwehr optimierten 102-mm-Einzel-Geschützen, von denen meist vier neu entwickelte größere Schutzschilde erhielten. Das geringe Gewicht der Hauptartillerie machte von Beginn an das Mitführen eines größeren Wasserbombenvorrats möglich. Die acht Schiffe kamen, beginnend mit der Panther, im Dezember 1941 bis zum August 1942 in den Dienst der Royal Navy und wurden im Mittelmeer eingesetzt. Schon am 9. Dezember 1942 fiel die Porcupine als erstes Schiff dauerhaft aus. Als Sicherungsschiff wurde sie vor der algerischen Küste durch U 602 torpediert. Der schwere Treffer zerbrach beinah den Rumpf des Zerstörers. Um das Schiff in eine geeignete Werft zu bringen, zerschnitt man es ganz und brachte die beiden Teilrümpfe über Gibraltar nach Dartmouth. Allerdings wurde die Reparatur nie ernsthaft begonnen, und die Rumpfteile fristeten ihr Leben bis zum Kriegsende unter den Spitznamen Pork und Pine als Hafenschiffe. Wenige Tage später wurde die Partridge durch U 565 vor Oran versenkt. Im April 1943 konnte der Flottillenführer der Klasse, die Pakenham, nach einem Gefecht mit italienischen Torpedobooten nahe Sizilien nicht in Sicherheit geschleppt werden und wurde durch die sie begleitende Paladin versenkt. Am 9. Oktober 1943 ging dann auch die Panther durch ein deutsches Flugzeug in der Ägäis verloren.
Bei der Unterstützung von Landungen britischer Truppen im Golf von Bengalen nahe Arakan erhielt die Pathfinder am 11. Februar 1945 Bombentreffer durch japanische Flugzeuge. Das schwerbeschädigte Schiff konnte mit nur einer brauchbaren Antriebswelle noch nach Großbritannien zurücklaufen, wurde aber dort als nicht mehr reparaturfähig beurteilt und als „constructive loss“ ausgesondert – ein Schicksal, das auch Pork und Pine traf. So überlebten nur drei Schiffe der P-Klasse (Paladin, Penn, Petard) den Krieg im fernen Burma, die bis 1946 zurückkehrten.

### Verbleib der Schiffe
Die vier Zerstörer der O-Klasse mit 12-cm-Kanonen wurden an andere Marinen abgegeben.
Im Januar 1946 ging die Oribi an die Türkei als Ersatz für den im Krieg nicht abgelieferten Zerstörer Gayret, der im Dienst der Royal Navy als Ithuriel am 28. November 1942 durch einen Luftangriff im Hafen von Bône so schwer beschädigt wurde, dass eine Reparatur nicht mehr sinnvoll war. Die Gayret/Oribi blieb von Juni 1946 bis 1965 im Dienst der türkischen Marine. Bis 1960 versah sie ihren Dienst mit drei Zerstörern der Demirhisar-Klasse, die der britischen I-Klasse ähnelten.
Ende 1949 erhielt die neu gegründete pakistanische Marine die Offa und die Onslow, die als Tariq bzw. Tippu Sultan zum Einsatz kamen. 1951 traf in Pakistan das Schwesterschiff Onslaught ein, das den Namen Tughril erhielt. 1957 gingen Tippu Sultan und Tughril nach Großbritannien und wurden nach dem Muster der schnellen U-Boot-Abwehr-Fregatten vom Typ 16 der Royal Navy umgebaut. Diese limited conversion war im Wesentlichen nur eine Umbewaffnung. 1959 kehrten die Schiffe nach Pakistan zurück und blieben bis Ende der 1970er-Jahre im Dienst. Die Tariq wurde 1959 an die Royal Navy zurückgegeben und zum Abbruch verkauft.

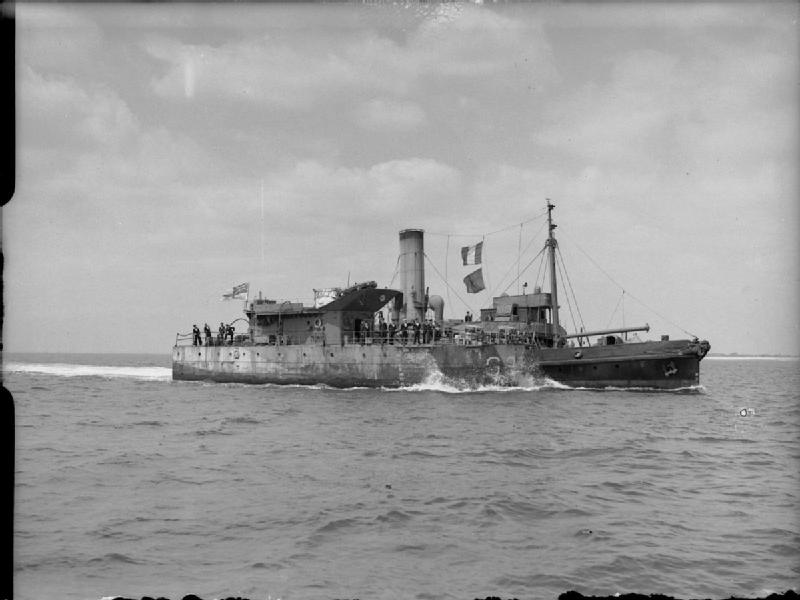
Die Hecksektion der Porcupine hergerichtet zu einem selbstständigen Schiff für den Rückweg nach Großbritannien

Die Royal Navy hatte nach dem Kriegsende die beiden Reste der Porcupine und die schwer beschädigte Pathfinder ausgesondert. 1949 folgte dann die Penn zum Abbruch.
Die künftige Bedrohung in einem Krieg wurde Ende der 1940er-Jahre vor allem in U-Booten gesehen. Die Royal Navy plante daher den Umbau einer Vielzahl der vorhandenen Zerstörer in schnelle U-Boot-Abwehr-Fregatten. Zeitweise sollten 57 Zerstörer zu Fregatten vom „Typ 15“ (der „full conversion“) umgebaut werden. Schließlich blieb es bei 23 Umbauten von Zerstörern der R- bis Z-Klasse von 1949 bis 1957. In Kanada erfolgten drei ähnliche Umbauten, in Australien vier.

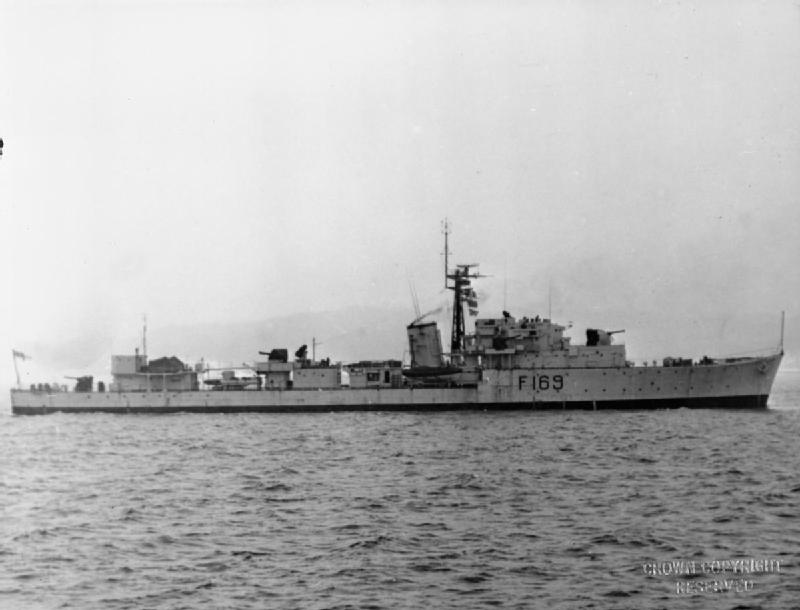
Die Paladin nach Umbau

Schon früh entschloss sich die Royal Navy, mit der Fregatte vom Typ 16 auch eine preisgünstigere Variante zu beschaffen. Diese „limited conversion“ wurde dann allerdings nur an zehn Schiffen durchgeführt. Begonnen wurde mit dem Umbau von sieben Schiffen der T-Klasse der Royal Navy, schließlich wurden mit Orwell, Paladin und Petard auch noch drei Schiffe der O- und P-Klasse umgebaut. Der Umbau der Orwell begann 1952. Im Zuge des Umbaus wurden die betroffenen Schiffe neu bewaffnet. Die Abwehrbewaffnung bestand nach dem Umbau aus einem 102-mm-Mk XIX-Zwillingsgeschütz vor der Brücke, einem 40-mm-Bofors Mk V-Zwillingsgeschütz und bei den O/P-Schiffen drei 40-mm-Bofors Mk IX-Einzelgeschützen. Gegen Unterseeboote standen zwei Squid-Dreifachmörser zur Verfügung. Ein Vierfach-Torpedorohrsatz gab eine geringe Kampfkraft gegen Überwassergegner. Der Orwell folgten bis 1954 noch die Paladin und die schon im Krieg erheblich modernisierte Petard in die Umbauwerft. Die Opportune wurde 1955 ausgesondert und zum Abbruch verkauft. Die verbliebenen Obdurate und Obedient warteten lange auf eine grundlegende Modernisierung, die aber bis zu ihrem Verkauf zum Abbruch 1964 ausblieb. Damit blieben sie länger im Dienst als die umgebaute Paladin, die schon 1962 zum Abbruch verkauft worden war. Diesen Weg trat dann die Orwell 1965 an und als letztes Schiff der Klasse in der Royal Navy folgte 1967 die Petard. Zu diesem Zeitpunkt waren dann nur noch die beiden pakistanischen Schiffe Tippu Sultan ex Onslow und Tughril ex Onslaught im Dienst einer Marine.

## Die Schiffe derO- und P-Klasse
| Name           | Bauwerft                                 | Stapellauf | fertig     | Endschicksal |
| -------------- | ---------------------------------------- | ---------- | ---------- | --- |
| Oribi G66      | Fairfields Bau-Nr. 680                   | 14.01.1941 | 5.07.1941  | 1946 an Türkei: Gayret, 1965 zum Abbruch |
| Offa G29       | Fairfields Bau-Nr. 681                   | 11.03.1941 | 20.09.1941 | 1949 an Pakistan: Tariq, 1959 zum Abbruch |
| Onslow G17     | John Brown Bau-Nr. 571                   | 31.03.1941 | 8.10.1941  | 1949 an Pakistan: Tippu Sultan, 1957–1959 „Typ 16“-Umbau, 1980 zum Abbruch                                                                      |
| Onslaught G04  | Fairfields Bau-Nr. 684                   | 9.10.1941  | 19.06.1942 | 1951 an Pakistan: Tughril, 1957–1959 „Typ 16“-Umbau, 197? zum Abbruch                                                                           |
| Opportune G80  | Thornycroft Bau-Nr.                      | 21.02.1942 | 14.08.1942 | 1955 zum Abbruch |
| Obdurate G39   | Denny Bau-Nr. 1352                       | 19.02.1942 | 3.09.1942  | 1964 zum Abbruch |
| Orwell G98     | Thornycroft Bau-Nr.                      | 2.04.1942  | 17.10.1942 | 1952 „Typ 16“-Umbau, 1965 zum Abbruch |
| Obedient G48   | Denny Bau-Nr. 1353                       | 30.04.1942 | 30.10.1942 | 1964 zum Abbruch |
| Paladin G69    | John Brown Bau-Nr. 572                   | 11.06.1941 | 12.12.1941 | 1954 „Typ 16“-Umbau, 1962 zum Abbruch |
| Panther G41    | Fairfields Bau-Nr. 682                   | 28.05.1941 | 12.12.1941 | 10. September 1943 durch Luftwaffe bei Karpathos versenkt                                                                                       |
| Pakenham G06   | Hawthorn Leslie Bau-Nr. 625              | 28.01.1941 | 4.02.1942  | 16. April 1943 durch italienische Torpedoboote vor Marsala schwer beschädigt, durch Paladin versenkt                                            |
| Penn G77       | Vickers Armstrong Walker yard, BauNr. 22 | 12.02.1941 | 10.02.1942 | 1949 zum Abbruch |
| Partridge G30  | Fairfields Bau-Nr. 683                   | 5.08.1941  | 22.02.1942 | 18. Dezember 1942 durch U 565 vor Oran versenkt                                                                                                 |
| Pathfinder G10 | Hawthorn Leslie Bau-Nr. 626              | 10.04.1941 | 13.04.1942 | 11. Februar 1945 durch japanische Bomber vor der Insel Ramree im Golf von Bengalen schwer beschädigt, außer Dienst, 1948 zum Abbruch            |
| Petard G56     | Vickers Armstrong Walker yard, BauNr. 23 | 2.04.1942  | 15.06.1942 | 1953 bis 1955 „Typ 16“-Umbau, 1967 Abbruch |
| Porcupine G93  | Vickers Armstrong Walker yard, BauNr. 24 | 10.06.1941 | 31.08.1942 | 9. Dezember 1942 im Mittelmeer durch U 602 torpediert und zerbrochen, die beiden Teile als Hafenschiffe Pork und Pine genutzt, 1947 zum Abbruch |